# Pochodzenie dziecka
Pochodzenie (dziecka, osoby) – w prawie i genealogii stwierdzenie, że dane dziecko (dana osoba) zostało urodzone przez określoną kobietę w wyniku poczęcia z określonym mężczyzną. Pochodzenie może być jednocześnie faktem prawnym i genetycznym, możliwe jest też, że pochodzenie prawne nie pokrywa się z pochodzeniem genetycznym. W niektórych przypadkach zachodzić może sytuacja, że nie można ustalić bądź z różnych przyczyn nie ustalono pochodzenia dziecka od jakiegokolwiek mężczyzny, a jeszcze rzadziej – że nie da się ustalić pochodzenia nawet od matki.

## Pochodzenie prawe i naturalne
W prawie kanonicznym rozróżnia się (kan. 1137 i nn. KPK), a w dawnym prawie cywilnym i rodzinnym rozróżniało się – pochodzenie dziecka z prawego łoża (pochodzenie/dziecko prawe, legalne; łac. 'legitimi thori’), tj. ze związku będącego małżeństwem, od pochodzenia z nieprawego łoża (pochodzenie/dziecko nieprawe, naturalne, nieślubne, pozamałżeńskie; łac. 'illegitimi thori’).
Tzw. legalizacji pochodzenia dziecka dokonuje się poprzez późniejsze zawarcie związku małżeńskiego, ważne lub mniemane, albo przez reskrypt Stolicy Apostolskiej. W doktrynie prawa kanonicznego podnosi się, że kategoria potomstwa nieślubnego nie ma na celu dyskryminacji takich dzieci, lecz powinna działać prewencyjnie na rzecz dobra samego dziecka oraz odpowiedzialności i moralności rodziców.
Dziecko z nieprawego łoża zwane jest nieślubnym dzieckiem.

## Dowód pochodzenia dziecka
W genealogii pochodzenie jest niezbędnym elementem filiacji i może być ustalone za pomocą różnych źródeł danych, o ile są wiarygodne.
W prawie pochodzenie może być stwierdzone wyłącznie w akcie stanu cywilnego, jakim jest akt urodzenia. W tym celu wykorzystywane są szczególne domniemania związane z pochodzeniem dziecka, zwłaszcza od męża matki. Ponadto pochodzenie może być ustalone bądź prawnie zmienione w wyniku:
- uznania ojcostwa,
- powództwa o zaprzeczenie ojcostwa,
- powództwa o ustalenie ojcostwa,
- powództwa o ustalenie bezskuteczności uznania ojcostwa,

a wyjątkowo także:
- powództwa o ustalenie macierzyństwa,
- powództwa o zaprzeczenie macierzyństwa.

Wszystkie powyższe powództwa może wytoczyć prokurator, a także Rzecznik Praw Obywatelskich i Rzecznik Praw Dziecka (odpowiednio: na podstawie art. 6116 oraz 86 KRO, art. 14 pkt 4 ustawy o RPO i art. 10 ust. 1 pkt 3 ustawy o RPD). Jeżeli doszło do przysposobienia nierozwiązywalnego, nie można wytoczyć żadnego z tych powództw ani uznać ojcostwa.

### Domniemania

#### Domniemanie ojcostwa męża matki
Według Kodeksu rodzinnego i opiekuńczego (art. 62 § 1), domniemanie, że ojcem dziecka jest mąż matki, zachodzi wówczas, gdy dziecko urodziło się w okresie od zawarcia związku małżeńskiego do 300 dni po jego ustaniu (wskutek zgonu małżonka, uznania za zmarłego, rozwodu) albo unieważnieniu, albo orzeczeniu separacji; domniemanie to nie dotyczy przypadku, gdy dziecko urodziło się w następstwie procedury medycznie wspomaganej prokreacji, na którą wyraził zgodę pierwszy mąż matki. Mąż może się jednak bronić przed tym domniemaniem (powództwo o zaprzeczenie ojcostwa).
Zaprzeczenie ojcostwa następuje przez wykazanie, że mąż matki nie jest ojcem dziecka (art. 67 KRO). Można to wykazać np. poprzez:
- badanie DNA – obecnie jest to metoda referencyjna,
- badanie antygenów grupowych krwi i determinant HLA,
- ekspertyzę antropologiczną (np. porównanie kształtu czaszki czy małżowiny usznej) – jest to obecnie metoda w praktyce zarzucona.

#### Domniemanie ojcostwa dziecka pozamałżeńskiego
Domniemywa się, że ojcem dziecka jest ten, kto obcował z matką dziecka w tzw. okresie koncepcyjnym, tj. nie wcześniej niż w trzechsetnym i nie później niż w sto osiemdziesiątym pierwszym dniu przed urodzeniem się dziecka, albo ten, kto był dawcą komórki rozrodczej w przypadku dziecka urodzonego w wyniku dawstwa partnerskiego w procedurze medycznie wspomaganej prokreacji (art. 85 KRO). Domniemanie to może zostać obalone, jeśli w tym okresie matka obcowała także z innym mężczyzną, ale tylko wtedy, gdy z okoliczności wynika, że ojcostwo tego innego mężczyzny jest bardziej prawdopodobne.

### Powództwa w zakresie macierzyństwa
Zgodnie z łacińską sentencją mater semper certa est matka zawsze pozostaje pewna. Jednakże zdarzają się sytuacje losowe, w wyniku których nie można jednoznacznie ustalić również matki (porzucenie dziecka przez nigdy nieodnalezioną matkę, podmiana noworodka, surogatka).
Jeżeli sporządzono akt urodzenia dziecka nieznanych rodziców albo macierzyństwo kobiety wpisanej w akcie urodzenia dziecka jako jego matka zostało zaprzeczone, można żądać ustalenia macierzyństwa. Ustalenia mogą żądać: matka małoletniego dziecka i dziecko (art. 6110 KRO). Jeżeli dziecko zmarło przed osiągnięciem pełnoletności, matka może wytoczyć powództwo o ustalenie macierzyństwa do dnia, w którym dziecko osiągnęłoby pełnoletność (art. 6111 KRO). Jeżeli w akcie urodzenia jest wpisana jako matka kobieta, która dziecka nie urodziła, można żądać zaprzeczenia macierzyństwa (art. 6112 KRO). Zaprzeczenie macierzyństwa nie jest co do zasady dopuszczalne po śmierci dziecka. W razie śmierci dziecka, które wytoczyło powództwo, ustalenia albo zaprzeczenia macierzyństwa mogą dochodzić jego zstępni (art. 6110 § 2 i 6115 § 2 KRO). Powództwo o ustalenie lub zaprzeczenie macierzyństwa może wytoczyć także prokurator, jeżeli wymaga tego dobro dziecka lub ochrona interesu społecznego. Jeżeli dziecko zmarło przed osiągnięciem pełnoletności, prokurator może wytoczyć powództwo o zaprzeczenie macierzyństwa do dnia, w którym dziecko osiągnęłoby pełnoletność. Wytoczenie przez prokuratora powództwa o zaprzeczenie macierzyństwa nie jest dopuszczalne, jeżeli dziecko zmarło po osiągnięciu pełnoletności (art. 6116 KRO). To samo dotyczy Rzecznika Praw Obywatelskich i Rzecznika Praw Dziecka. Przed wejściem w życie ustawy z dnia 6 listopada 2008 r. o zmianie ustawy - Kodeks rodzinny i opiekuńczy oraz niektórych innych ustaw (Dz.U. z 2008 r. nr 220, poz. 1431) ustalenie lub zaprzeczenie macierzyństwa następowało w oparciu o instytucję ustalenia istnienia lub nieistnienia stosunku prawnego przewidzianą w art. 189 KPC.

## Rodzice fikcyjni
Gdy nie można ustalić ojcostwa ani macierzyństwa, według Prawa o aktach stanu cywilnego sąd zarządza wpisanie do aktu urodzenia dziecka nieznanego pochodzenia wskazanych imion i nazwisk w rubrykach ojciec i matka z odpowiednią wzmianką dodatkową. Jeżeli tylko ojciec jest nieznany, do czasu ustalenia ojcostwa jako jego imię wskazuje się imię wybrane przez zgłaszającego urodzenie albo kierownika urzędu stanu cywilnego, natomiast jako jego nazwisko i nazwisko rodowe - nazwisko matki z odpowiednią wzmianką dodatkową.

## Matka zastępcza
Pochodzenie dziecka od matki zastępczej może być prawnie zastąpione pochodzeniem od nowych rodziców w wyniku niektórych rodzajów przysposobienia, a wyjątkowo także poprzez zaprzeczenie macierzyństwa.

## Pokrewieństwo prawne a faktyczne
Co do zasady w linii prostej pokrewieństwo prawne (legalne, urzędowe, cywilne, metrykalne, kościelne, kanoniczne, księgowe itd.) pokrywa się z pochodzeniem biologicznym (genetycznym, naturalnym, faktycznym, prawdziwym itd.), tzn. dziecko zostało poczęte przez parę osobników będących jednocześnie w świetle prawa jego rodzicami. Istnieje jednak szereg sytuacji, w których dziecko prawnie pochodzi od jednego człowieka (lub pary), a faktycznie od innego:
- adopcja (przysposobienie) (zwłaszcza adoptio plus plena) – w zakresie niektórych skutków prawnych,
- uznanie ojcostwa cudzego dziecka, którego bezskuteczności nie ustalono (do osiągnięcia pełnoletności przez dziecko, chyba że pozew wnosi ono po tym momencie, prokurator albo RPO; pozwu nie można wnieść po śmierci pełnoletniego dziecka, choć postępowanie wszczęte przez dziecko może się toczyć dalej po jego śmierci),
- nie-zaprzeczenie ojcostwa cudzego dziecka, wobec którego zachodziło jedno z domniemań ojcostwa (nieślubne dziecko) (zaprzeczenie ojcostwa dopuszczalne jak ustalenie bezskuteczności uznania ojcostwa),
- różne sytuacje związane z zapłodnieniem in vitro (w tym surogatki), gdzie ojciec nie jest ojcem prawnym, albo też, surogatka zachowała genetycznie obce dziecko,
- podmiana dziecka (np. w szpitalu) i inne podobne sytuacje, aczkolwiek prawnie niewyjaśnione,
- wpisanie do akt metrykalnych rodziców fikcyjnych, jeżeli prawdziwi są nieznani.

Dowodem rozbieżności genetycznego i prawnego pochodzenia mogą być tzw. testy DNA.
Nie stanowi natomiast rozdźwięku z rzeczywistością pochodzenie prawne w następujących sytuacjach:
- pochodzenie z nieprawego łoża,
- bycie pogrobowcem (współcześnie prawo przewiduje domniemanie do 180 dni wstecz od daty urodzenia do hipotetycznego poczęcia),
- pochodzenie od rodzica, który zawarł po owdowieniu bądź rozwodzie następne małżeństwo (nie pochodzi się od rodziców przybranych).

W prawie pochodzenie faktyczne co do istoty nie daje żadnych skutków prawnych prócz przesłanki różnych czynności ustalających bądź zaprzeczających pochodzenia dziecka. W różnych sytuacjach uznaniowo na zasadzie wyjątku może być źródłem uprawnień procesowych, socjalnych i innych (np. prawo odmowy zeznań).
W genealogii pochodzenie prawne, w zakresie w jakim nie jest zgodne z pochodzeniem genetycznym, stanowi pewien problem do każdorazowego rozstrzygnięcia przez genealoga. Podobnymi problemami są wychowywanie dziecka faktycznie cudzego, a także posiadanie dzieci przybranych (zob. zakres wykorzystywanych faktów genealogicznych).